# Boniface Usisivu
Boniface Usisivu (5 september 1974) is een Keniaanse langeafstandsloper, die gespecialiseerd is in de halve marathon en de marathon. Hij geniet in Nederland met name bekendheid om zijn overwinning bij de marathon van Eindhoven. Zijn persoonlijk record op de marathon van 2:07.50 liep hij in 2002 bij de marathon van Berlijn en behaalde hiermee een vierde plaats. Een jaar later won hij de halve marathon van Ostia in een persoonlijk record van 1:01.13.

## Persoonlijke records
Baan
| Onderdeel | Prestatie | Datum           | Plaats |
| --------- | --------- | --------------- | ------ |
| 3000 m    | 7.44,50   | 10 juni 2000    | Turijn |
| 5000 m    | 13.17,88  | 6 augustus 1999 | Sopot  |
| 10.000 m  | 29.42,9   | 25 maart 2000   | Nyeri  |

Weg
| Onderdeel      | Prestatie | Datum             | Plaats     |
| -------------- | --------- | ----------------- | ---------- |
| 10 km          | 28.37     | 21 mei 2000       | Cona       |
| halve marathon | 1:01.13   | 23 februari 2003  | Ostia Lido |
| marathon       | 2:07.50   | 29 september 2002 | Berlijn    |

## Palmares

### 3000 m
- 2000:  Meeting di Atletica Leggera in Turijn - 7.44,50

### 5000 m
- 1999:  Jozef Zylewicz Memorial in Sopot - 13.17,88
- 2000: 5e Jozef Zylewicz Memorial in Sopot - 14.01,80

### 10.000 m
- 2000:  KAAA Meeting in Nyeri - 29.42,9

### 10 km
- 2001:  La Talaudière - 29.44

### 10 Eng. mijl
- 2000:  Grand Prix von Bern - 47.22,9

### halve marathon
- 1999:  halve marathon van Gualtieri - 1:02.37
- 1999: 4e halve marathon van Merano - 1:02.09
- 2000:  halve marathon van Prato - 1:01.41
- 2000: 4e halve marathon van Palermo - 1:04.01
- 2001:  halve marathon van Mondsee - 1:02.10
- 2001:  halve marathon van Pietramurata - 1:02.42
- 2001:  halve marathon van Gargnano - 1:02.12
- 2003:  halve marathon van Ostia - 1:01.13

### marathon
- 2002: 4e marathon van Berlijn - 2:07.50
- 2003: 4e marathon van Rome - 2:09.11
- 2003: 11e Joon Ang Seoul International - 2:19.22
- 2004: 4e marathon van Honolulu - 2:14.20
- 2005:  marathon van Eindhoven - 2:08.45
- 2008: 33e Jungfrau Marathon - 3:40.45,8
- 2009: 10e Jungfrau Marathon - 3:14.09,3
- 2009: 9e marathon van Incheon - 2:19.22